# Ivan Pereverzev
Ivan Pereverzev (en russe : Иван Фёдорович Переверзев), né le 3 septembre 1914 à Kouzminka (gouvernement d'Orel), dans l'Empire russe, et mort le 23 avril 1978 à Moscou (Union soviétique), est un acteur soviétique et russe.

## Biographie
Ivan Pereverzev suit une formation d'acteur jusqu'en 1938, puis obtint un engagement au Théâtre de la Révolution (Театр революции). L'un de ses rôles les plus connus est celui de Laërte dans Hamlet de Shakespeare. Dans le même temps, il apparait comme figurant dans des films avant de suivre des rôles répertoriés. Sa filmographie comprend quarante œuvres, dont de nombreux films historiques. Notamment, en 1961, il incarne Vassili Dokoutchaïev,.

## Filmographie partielle
- 1944 : Ivan Nikouline (Иван Никулин — русский матрос) d'Igor Savtchenko
- 1948 : Tribunal d'honneur (Суд чести) d'Abram Room
- 1951 : Le Chevalier à l'étoile d'or (Кавалер Золотой Звезды) de Youli Raizman
- 1951 : Tarass Chevtchenko (Тарас Шевченко) de Igor Savtchenko
- 1952 : Le Tour du monde de Sadko (Садко) de Alexandre Ptouchko
- 1953 : L'Amiral Tempête (Адмирал Ушаков) de Mikhaïl Romm
- 1953 : Les navires attaquent les bastions (Корабли штурмуют бастионы, Korabli chturmuiout bastiony) de Mikhaïl Romm : amiral Fedor Fiodorovitch Ouchakov
- 1958 : Mon être cher (Дорогой мой человек) de Iossif Kheifitz
- 1960 : L'Aspirant Panine (Мичман Панин) de Mikhaïl Schweitzer : bosco
- 1961 : Les Voiles écarlates (Алые паруса) de Alexandre Ptouchko
- 1962 : Silence (Тишина) de Vladimir Bassov

## Récompenses et nominations

### Récompenses
- 1975 : Artiste du peuple de l'URSS